# Alsask (Saskatchewan)

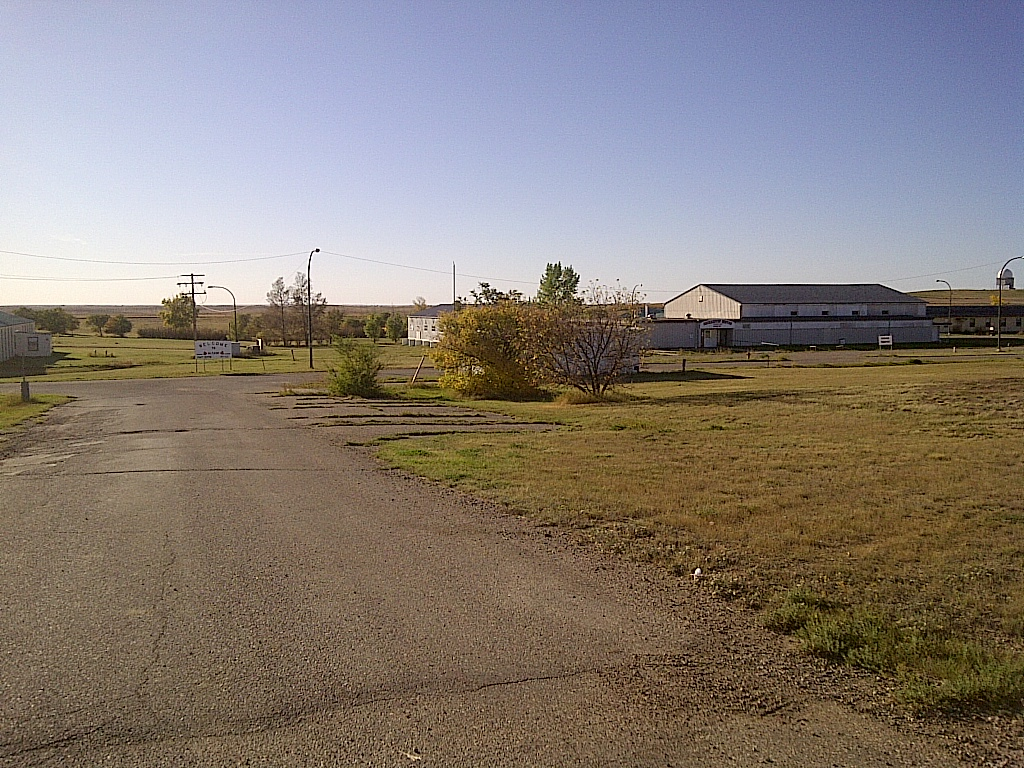
Dawna baza wojskowa (2011)

Alsask – wieś (designated place) w zachodnio-środkowej części prowincji Saskatchewan w Kanadzie.
- Powierzchnia: 1,82 km²[1]
- Ludność: 111 (2016)[1]